# Anti Saarepuu
Anti Saarepuu (* 26. März 1983 in Võru) ist ein ehemaliger estnischer Skilangläufer.

## Werdegang
Schon zu Beginn seiner Karriere konzentrierte sich Saarepuu vorwiegend auf Sprintwettbewerbe. So gelang ihm im Sprintwettbewerb bei den Juniorenweltmeisterschaften 2003 in Sollefteå mit dem neunten Platz der Sprung in die Top Ten, während er über die 10 Kilometer klassisch nur 38. werden konnte. Bei der Winter-Universiade 2003 in Tarvisio errang er den 45. Platz über 10 km klassisch. Seinen ersten Weltcupstart hatte Saarepuu im März 2004 in Lahti, wo er als 33. knapp das Finale verpasste. In der darauffolgenden Saison 2004/05 wurde er in die Weltcupmannschaft aufgenommen und schaffte gleich bei seinem ersten Einsatz, dem Weltcupauftakt in Düsseldorf, den Sprung in das Finale und gewann als 21. seine ersten Weltcuppunkte. Es gelang ihm bei all seinen Starts in Sprintwettbewerben im Weltcup die Qualifikation zu überstehen. Sein bestes Resultat konnte er dabei in Göteborg erkämpfen, als er das B-Finale erreichte und Platz sieben im Endklassement belegte. Beim Teamsprint in Pragelato erkämpfte er zusammen mit Andrus Veerpalu den fünften Platz. Am Ende der Saison belegte er Platz elf in der Gesamtwertung des Springweltcups und 34. Platz im Gesamtweltcup. Auch bei den Nordischen Skiweltmeisterschaften 2005 in Oberstdorf konnte Saarepuu an die zuvor im Weltcup gezeigten Leistungen anknüpfen. Im Sprintwettbewerb belegte er den zehnten Platz und als Schlussläufer der estnischen Staffel erkämpfte er den neunten Platz.
Auch in der Saison 2005/06 gelang es Saarepuu an die guten Resultate des Vorjahres anzuknüpfen. Allerdings schaffte er nur bei den Olympischen Winterspielen 2006 in Turin den Sprung unter die Top Ten. Im Sprint belegte er den achten Platz und im Teamsprint zusammen mit Priit Narusk den 14. Platz. Am Ende der Saison wurde er 20. in der Gesamtwertung des Sprintweltcups. Nach anfänglich schlechten Resultaten in der Saison 2006/07, konnte Saarepuu seine Leistungen Mitte der Saison stabilisieren, erkrankte dann aber und konnte nicht an den Nordischen Skiweltmeisterschaften 2007 in Sapporo teilnehmen. Nach seiner Erkrankung scheiterte er bei den letzten Weltcupwettbewerben jeweils deutlich in der Qualifikation. In der Saison 2007/08 gelang es ihm nicht, wieder an die Weltspitze Anschluss zu gewinnen. Außer beim Sprint in Rybinsk verpasste er stets die Finalläufe. Zum Auftakt der Saison 2008/09 qualifizierte sich Saarepuu beim Sprint in Kuusamo erstmals seit knapp einem Jahr für das Viertelfinale. Dort wurde er jedoch in einen Sturz verwickelt und musste sich mit Platz 29 begnügen. Nach einem 24. Platz beim Sprint in Düsseldorf erreichte er in Rybinsk mit Platz acht seine erste Top-Ten-Platzierung seit 2006. Dieses Resultat konnte er auch bei den Nordischen Skiweltmeisterschaften 2009 in Liberec mit dem Sieg im B-Finale und somit Platz sieben im Endklassement bestätigen. In den folgenden Jahren belegte er bei den Olympischen Winterspielen 2010 in Vancouver den 42. Platz im Sprint sowie den 16. Rang zusammen mit Peeter Kümmel im Teamsprint, bei den Nordischen Skiweltmeisterschaften 2011 in Oslo den 34. Platz im Sprint und bei den Nordischen Skiweltmeisterschaften 2013 im Val di Fiemme den 39. Rang im Sprint. Letztmals im Weltcup startete er im Januar 2014 in Nové Město, wobei er den 81. Platz im Sprint errang.

## Teilnahmen an Weltmeisterschaften und Olympischen Winterspielen

### Olympische Spiele
- 2006 Turin: 8. Platz Sprint Freistil, 14. Platz Teamsprint klassisch
- 2010 Vancouver: 16. Platz Teamsprint Freistil, 42. Platz Sprint klassisch

### Nordische Skiweltmeisterschaften
- 2005 Oberstdorf: 9. Platz Staffel, 10. Platz Sprint klassisch
- 2009 Liberec: 7. Platz Sprint Freistil
- 2011 Oslo: 34. Platz Sprint Freistil
- 2013 Val di Fiemme: 39. Platz Sprint klassisch

## Platzierungen im Weltcup

### Weltcup-Statistik
Die Tabelle zeigt die erreichten Platzierungen im Einzelnen.
- 1.–3. Platz: Anzahl der Podiumsplatzierungen
- Top 10: Anzahl der Platzierungen unter den ersten zehn
- Punkteränge: Anzahl der Platzierungen innerhalb der Punkteränge
- Starts: Anzahl gelaufener Rennen in der jeweiligen Disziplin
- Hinweis: Bei den Distanzrennen erfolgt die Einordnung gemäß FIS.

| Platzierung         | Distanzrennen a | Distanzrennen a | Distanzrennen a | Distanzrennen a | Distanzrennen a | Skiathlon Verfolgung | Sprint | Etappen- rennen b | Gesamt | Team c | Team c  |
| Platzierung         | ≤ 5 km          | ≤ 10 km         | ≤ 15 km         | ≤ 30 km         | > 30 km         | Skiathlon Verfolgung | Sprint | Etappen- rennen b | Gesamt | Sprint | Staffel |
| ------------------- | --------------- | --------------- | --------------- | --------------- | --------------- | -------------------- | ------ | ----------------- | ------ | ------ | ------- |
| 1. Platz            |                 |                 |                 |                 |                 |                      |        |                   |        |        |         |
| 2. Platz            |                 |                 |                 |                 |                 |                      |        |                   |        |        |         |
| 3. Platz            |                 |                 |                 |                 |                 |                      |        |                   |        |        |         |
| Top 10              |                 |                 |                 |                 |                 |                      | 4      |                   | 4      | 6      | 1       |
| Punkteränge         |                 |                 |                 |                 |                 |                      | 31     |                   | 31     | 14     | 2       |
| Starts              |                 | 1               | 1               |                 |                 |                      | 65     |                   | 67     | 14     | 2       |
| Stand: Karriereende |                 |                 |                 |                 |                 |                      |        |                   |        |        |         |

### Weltcup-Gesamtplatzierungen
| Saison  | Gesamt | Gesamt | Sprint | Sprint |
| Saison  | Punkte | Platz  | Punkte | Platz  |
| ------- | ------ | ------ | ------ | ------ |
| 2004/05 | 144    | 34.    | 158    | 11.    |
| 2005/06 | 102    | 54.    | 102    | 20.    |
| 2006/07 | 34     | 89.    | 34     | 42.    |
| 2007/08 | 15     | 121.   | 15     | 82.    |
| 2008/09 | 41     | 92.    | 41     | 48.    |
| 2009/10 | 33     | 117.   | 33     | 61.    |
| 2010/11 | 45     | 91.    | 45     | 49.    |
| 2011/12 | 1      | 152.   | 1      | 100.   |
| 2012/13 | 11     | 142.   | 11     | 86.    |